# Tina Seidel
Tina Seidel ist eine deutsche Psychologin und Bildungsforscherin. Seit 2010 ist sie Inhaberin des Friedl-Schöller-Stiftungslehrstuhls für Pädagogische Psychologie der Technischen Universität München.

## Biographie
Tina Seidel studierte Psychologie an der Universität Regensburg und an der Vanderbilt University in Nashville, Tennessee. Ihre Dissertation fertigte sie am Leibniz-Institut für die Pädagogik der Naturwissenschaften (IPN) an der Universität Kiel über Lehr-Lern-Skripts im Physikunterricht an. 2002 schloss sie ihre Promotion mit Auszeichnung ab. Mit der Annahme eines Rufes auf eine Juniorprofessur am Leibniz-Institut für die Pädagogik der Naturwissenschaften (IPN) im Jahr 2003 setzte Tina Seidel ihren Forschungsschwerpunkt zu Videoanalysen im naturwissenschaftlichen Unterricht fort. Nach einem Aufenthalt an der Stanford University School of Education übernahm sie 2006 am IPN die stellvertretende Leitung der Abteilung Erziehungswissenschaft. 2007 nahm Tina Seidel nach erfolgreicher Zwischenevaluation als Juniorprofessorin den Ruf der Friedrich-Schiller-Universität Jena auf den Lehrstuhl für Pädagogische Psychologie am Institut für Erziehungswissenschaft an. Im Jahr 2010 folgte sie dem Ruf an die Technische Universität München und übernahm den Friedl-Schöller-Stiftungslehrstuhl an der Technischen Universität München, den sie Stand Mai 2025 noch innehat.

## Wissenschaftliche Arbeit
Tina Seidel forscht zu digitalen Bildungstechnologien wie Simulationen für die Hochschullehre, Entwicklung von Professional Vision (Professionelle Wahrnehmung) bei Lehrenden an Schulen und Hochschulen, Videoanalysen von Lehr-Lern-Interaktionen, sowie Meta-Analysen und Evidenzbasierung in der Lehre.
Am Lehrstuhl leitet sie zahlreiche Forschungsprojekte, die u. a. von der Deutschen Forschungsgemeinschaft (DFG) und dem Bundesministerium für Bildung und Forschung (BMBF) gefördert werden. Unter anderem war sie Co-Sprecherin der DFG-Forschungsgruppe Cosima zur Förderung von Diagnosekompetenzen in simulationsbasierten Lernumgebungen in der Hochschullehre. Die Forschungsgruppe erhielt 2023 von der Gesellschaft für Empirische Bildungsforschung den Preis zur Förderung interdisziplinärer Zusammenarbeit in der Bildungsforschung. Seit 2023 ist sie zudem Direktorin des TUM Center for Educational Technologies mit Schwerpunkt auf Evidence in Practice für Hochschullehrende.
Außerdem leitet sie das Clearing House Unterricht zur Förderung von Evidenzbasierung in der Lehrerbildung mithilfe von Forschungssynthesen und Metaanalysen. Mit der Clearing House Academy bietet das Team zertifizierte Online-Fortbildungskurse für Lehrerbildende, Lehrkräfte und Studierende an. Das Clearing House Unterricht wurde bis 2023 vom Bundesministerium für Bildung und Forschung (BMBF) im Rahmen der Qualitätsoffensive Lehrkräftebildung gefördert. Seit 2024 unterstützt die Wilhelm Stemmer Stiftung die Weiterführung der Angebote.  
Tina Seidels Forschungsarbeiten wurden durch zahlreiche Preise anerkannt. 2008 erhielt sie zusammen mit Richard J. Shavelson den Review of Research Award der American Educational Research Association. 2024 wurde ihr die Heinz-Maier-Leibnitz-Medaille zugesprochen.
Tina Seidel ist Autorin zahlreicher Bücher und Zeitschriftenartikel zu Themen der Unterrichts-, Lehrer- und Hochschulforschung. Seit 2015 ist sie Mitglied im Expertengremium Aktionsrat Bildung und trägt durch Beiträge in den jährlichen Expertisen zur Kommunikation von Evidenz in der Bildungsforschung für die Bildungspraxis bei. 2025 wurde sie zum Mitglied der Bayerischen Akademie der Wissenschaften gewählt. Seit 2025 ist sie die Präsidentin der Gesellschaft für Empirische Bildungsforschung.